# Cimburk (zamek)
Cimburk – ruiny zamku na terenie Czech, w Chrzibach, cztery kilometry na wschód od Koryčan (kraj zliński).
Zamek założył w latach 1327-1333 Bernard z Cimburka. W 1358 właścicielem obiektu stał się margrabia Jan Jindřich, brat Karola IV. Rozpoczął on przebudowę zamku, którą zakończył już jego syn – margrabia Jošt. W 1468 zamek został zdobyty przez Macieja Korwina. Od 1523 budowlą zarządzali panowie z Víckova, którzy rozbudowali zamek, wznieśli jego dolną część, postawili nowe baszty i rozbudowali obwarowania. W 1623 zamek zdobył Gábor Bethlen. Ostatnim właścicielem majątku był Gabriel Horecký, który przeniósł się do twierdzy w Koryčanach, w 1674 przebudowanej na pałac. Zamek jeszcze przez jakiś czas służył łowczemu majątku, jako mieszkanie i budynek gospodarczy. Od 1709 był już trwale opuszczony i zaczął ulegać ruinie. 
Do obecnych czasów dochowała się okazała wieża zachodnia, część bramy wjazdowej, resztki budynku głównego z gotyckim detalem oraz fragmenty obwarowań zarówno zamku górnego, jak i dolnego.